# Vagin et vulve dans l'art
 (août 2023).
La mise en forme du texte ne suit pas les recommandations de Wikipédia : il faut le « wikifier ».
Les points d'amélioration suivants sont les cas les plus fréquents. Le détail des points à revoir est peut-être précisé sur la page de discussion.
- Les titres sont pré-formatés par le logiciel. Ils ne sont ni en capitales, ni en gras.
- Le texte ne doit pas être écrit en capitales (les noms de famille non plus), ni en gras, ni en italique, ni en « petit »…
- Le gras n'est utilisé que pour surligner le titre de l'article dans l'introduction, une seule fois.
- L'italique est rarement utilisé : mots en langue étrangère, titres d'œuvres, noms de bateaux, etc.
- Les citations ne sont pas en italique mais en corps de texte normal. Elles sont entourées par des guillemets français : « et ».
- Les listes à puces sont à éviter, des paragraphes rédigés étant largement préférés. Les tableaux sont à réserver à la présentation de données structurées (résultats, etc.).
- Les appels de note de bas de page (petits chiffres en exposant, introduits par l'outil «  Source ») sont à placer entre la fin de phrase et le point final[comme ça].
- Les liens internes (vers d'autres articles de Wikipédia) sont à choisir avec parcimonie. Créez des liens vers des articles approfondissant le sujet. Les termes génériques sans rapport avec le sujet sont à éviter, ainsi que les répétitions de liens vers un même terme.
- Les liens externes sont à placer uniquement dans une section « Liens externes », à la fin de l'article. Ces liens sont à choisir avec parcimonie suivant les règles définies. Si un lien sert de source à l'article, son insertion dans le texte est à faire par les notes de bas de page.
- La présentation des références doit suivre les conventions bibliographiques. Il est recommandé d'utiliser les modèles {{Ouvrage}}, {{Chapitre}}, {{Article}}, {{Lien web}} et/ou {{Bibliographie}}. Le mode d'édition visuel peut mettre en forme automatiquement les références.
- Insérer une infobox (cadre d'informations à droite) n'est pas obligatoire pour parachever la mise en page.

Pour une aide détaillée, merci de consulter Aide:Wikification.
Si vous pensez que ces points ont été résolus, vous pouvez retirer ce bandeau et améliorer la mise en forme d'un autre article.
 (septembre 2023).

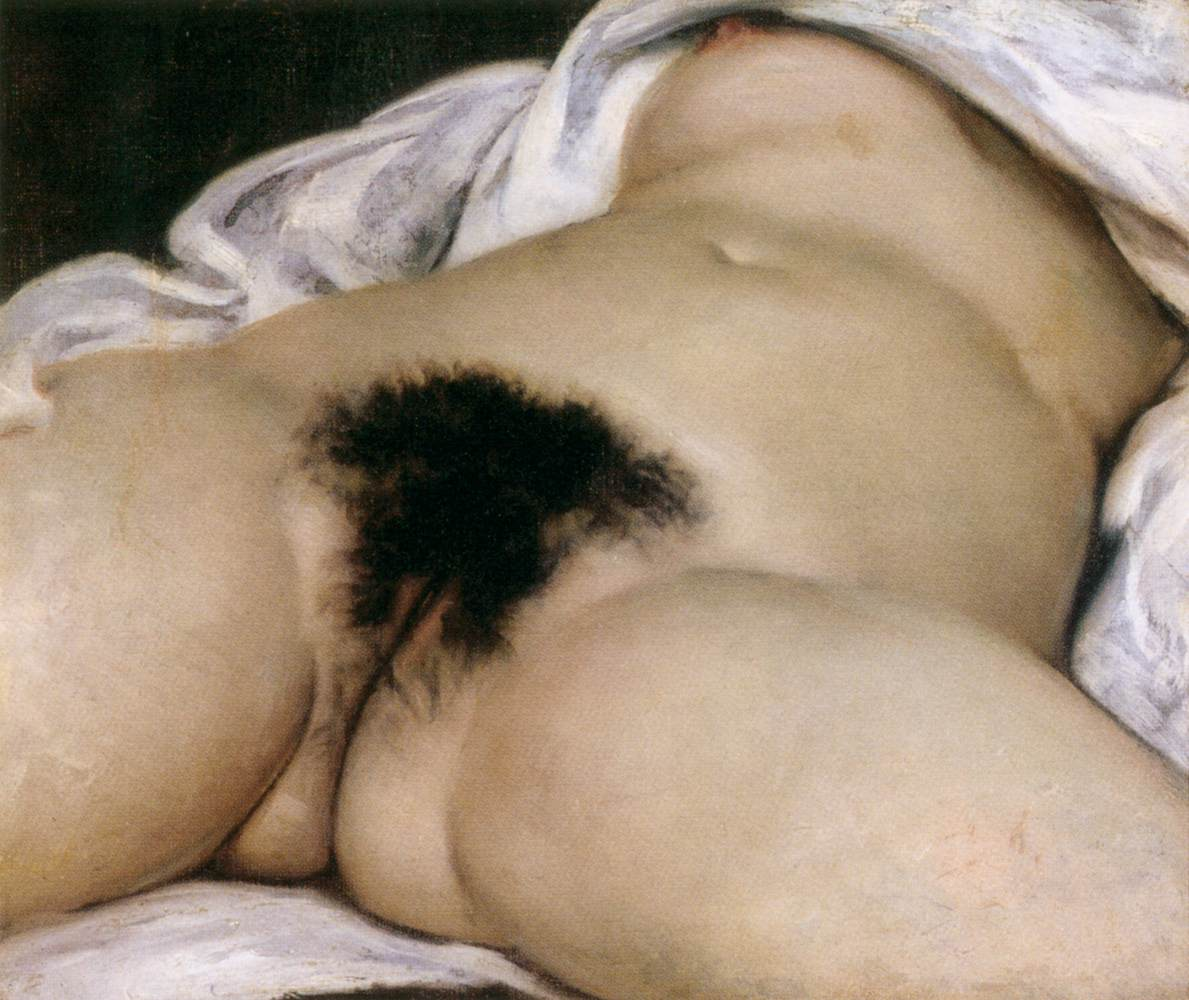
Tableau de Gustave Courbet de 1866 L'Origine du monde

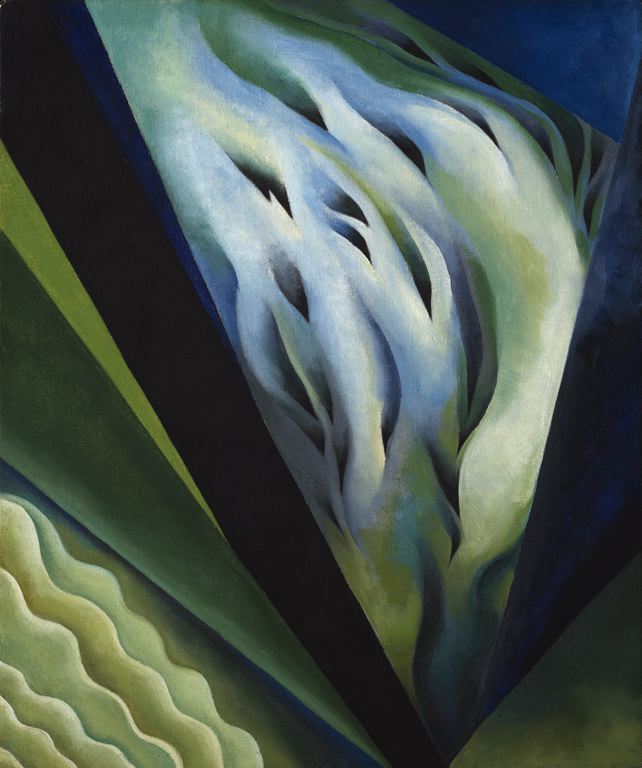
Georgia O'Keeffe Blue and Green Music, 1921).

Le vagin et la vulve sont représentés depuis la Préhistoire. Les organes génitaux féminins se retrouvent dans des œuvres bidimensionnelles (ex : en peinture) et tridimensionnelles (ex : en statuettes). Il y a déjà 35 000 ans, on sculptait des femmes dont les courbes de l'abdomen, des hanches, des seins, des cuisses ou de la vulve étaient exagérées. Il existe depuis longtemps des traditions folkloriques, telles que le vagina loquens (en) (« vagin parlant ») et le vagina dentata (« vagin denté »).
Dans l'art occidental, autant le pénis est représenté depuis l'antiquité jusqu'à nos jours, autant la vulve est généralement dissimulée par l'artiste (par un voile, une main, une mèche de cheveux...). Autant l'appareil génital masculin est représenté de manière très réaliste, dans les sculptures par exemple, autant le sexe féminin, lorsqu'il est dévoilé, est irréaliste, ne présentant aucune fente.
En 1866, Gustave Courbet peint L'Origine du monde représentant une femme nue écartant les jambes. Lorsqu'elle fut postée sur Facebook 150 ans plus tard, cette œuvre fut à l'origine d'une controverse autour de la censure. Les artistes contemporains font encore aujourd'hui face à des réactions hostiles lorsqu'ils représentent des appareils génitaux féminins. Megumi Igarashi, par exemple, fut arrêtée pour avoir commercialisé une représentation en 3D de sa vulve. Les œuvres produites après la deuxième vague féministe (vers 1965) vont d'installations monumentales dans lesquelles le public pouvait rentrer (Niki de Saint Phalle et Jean Tinguely) à des petites pièces d'art textile qui tiennent dans la main. Certaines d'entre elles étaient explicitement féministes : Judy Chicago créa The Dinner Party afin de rendre hommage à 39 femmes de l'Histoire et de la mythologie, pour beaucoup oubliées. D'autres artistes nient faire référence à l'appareil génital féminin malgré ce qu'en disent les critiques. Alors que les peintures de Georgia O'Keeffe ont été interprétées par certaines artistes féministes modernes comme des représentations stylisées de la vulve, O'Keeffe elle-même a constamment nié cette interprétation de ses peintures.
En 2021, des professionnels du milieu médical ont prouvé que les connaissances sur l'appareil génital féminin restent limitées, que ce soit chez les hommes ou chez les femmes[réf. souhaitée]. Des recherches modernes, comme Femalia, 101 Vagina et The Great Wall of Vagina ont pour but de combattre cette ignorance en fournissant des représentations de vulves diverses et visuellement différentes.
Outre les arts visuels, d'autres formes d'expression créative ont permis de normaliser les discussions autour de la sexualité féminine. La dramaturge Eve Ensler a écrit Les Monologues du vagin, une pièce populaire discutant de plusieurs aspects de la sexualité des femmes.

## Aspects culturels
Le vagin a été perçu de différentes façons au fil de l'histoire ; on l'a notamment considéré comme étant la source du désir sexuel, une métaphore de la vie à travers l'accouchement, inférieur au pénis, visuellement rebutant, fondamentalement malodorant, ou encore vulgaire. Le vagin a plusieurs noms connus, comme l'archaïsme (devenu aujourd'hui une insulte) con, des euphémismes, de l'argot (chatte), et des noms péjoratifs. Certaines cultures voient la vulve comme quelque chose de honteux qui devrait être dissimulé. Le terme latin pudendum, utilisé en anglais pour décrire l'appareil génital externe peut être traduit littéralement par « chose honteuse ».
Parfois, le vagin est représenté de manière positive, comme symbole de sexualité féminine, de spiritualité, de vie ou comme « un symbole puissant de féminité, d'ouverture, d'acceptation, de réceptivité... l'esprit de la vallée intérieure. » Le symbole hindouiste du yoni s'est popularisé à travers le monde, ce qui est une preuve de la valeur attribuée à la sexualité féminine et de la capacité de la femme à donner vie dans la société Hindu. La vulve était célébrée, voire vénérée, dans d'autres cultures anciennes, comme dans les religions du Proche-Orient ancien et les œuvres paléolithiques européennes étudiées par l'archéologue Marija Gimbutas. Dans certaines croyances néopaïennes, le vagin est parfois inclus dans l'« adoration de la Déesse ».

## Histoire

### Préhistoire

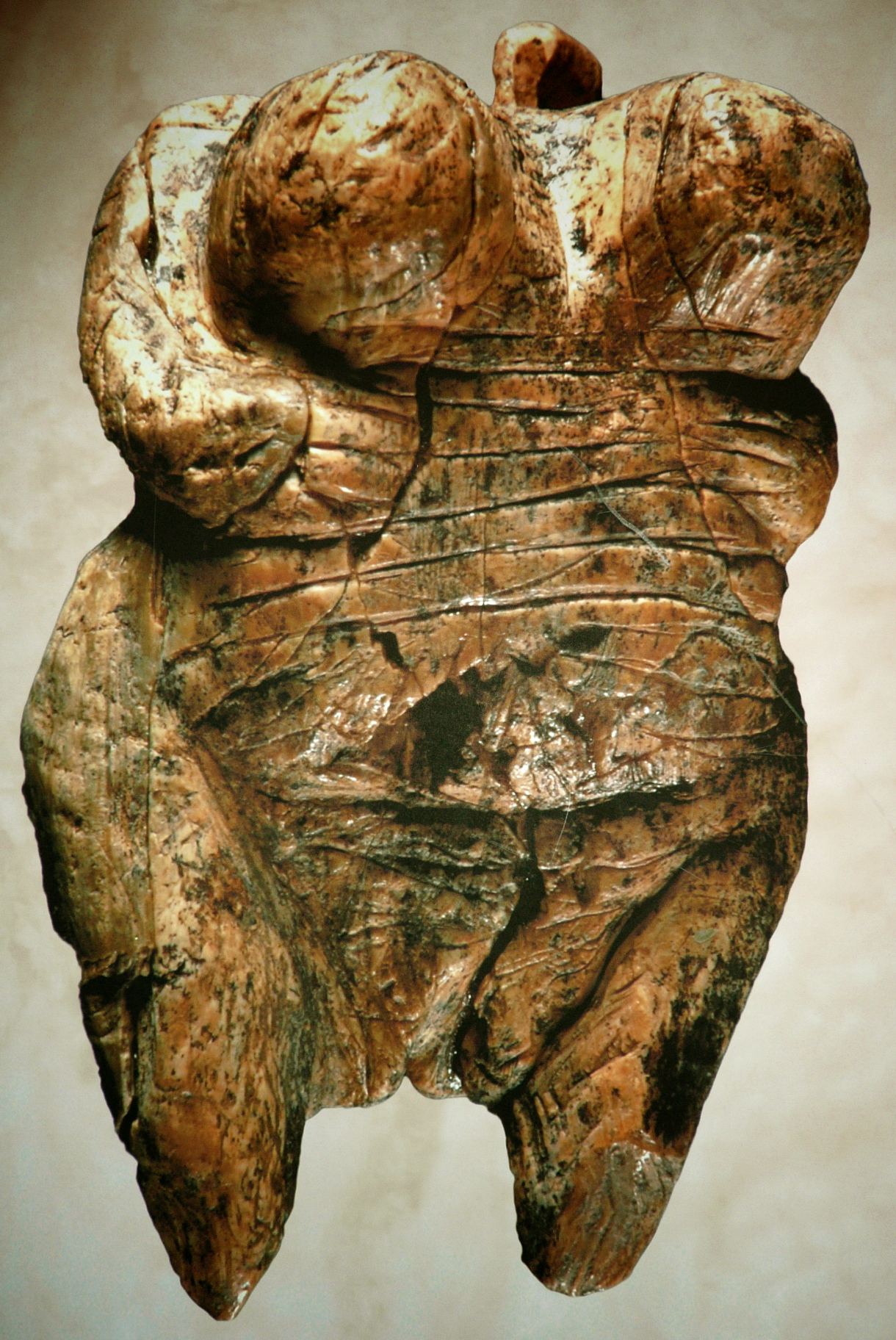
La sculpture dite Vénus de Hohle Fels est le plus ancien exemple de vulve dans l'art.
Deux femmes dansant et menstruant, avec le contour de leurs organes génitaux. Art rupestre par les Australiens autochtones de la rivière Upper Yule, Pilbara, Australie occidentale[1].

### Art contemporain
C'est particulièrement dans l'art contemporain que les vulves sont représentées, notamment dans le cadre des mouvements féministes. En autoportrait, quelques artistes, dont Jenny Saville, se sont représentées nues en exposant leur vulve.